# Tomás Joaquim Pereira Valente
Tomás Joaquim Pereira Valente, 1.º barão e conde de Rio Pardo (Porto, 1790 — Rio de Janeiro, 30 de agosto de 1849) foi um militar e político nascido em Portugal e naturalizado brasileiro.

## Biografia
Filho de Domingos Pereira Valente e Antónia Pereira Valente, casou-se com Maria Joana Benedita de Almeida - filha de José Egídio Álvares de Almeida, marquês de Santo Amaro - com quem teve Maria Adelaide de Almeida Pereira Valente, casou-se com Luis Marques de Sá.
Participou da Guerra Peninsular, chegando a sargento-mor, em 1813. Em 1817 foi transferido para o 3° Batalhão de Caçadores, que foi transferido para o Brasil, chegando em 1818, ficando sob o comando do Marquês de Angeja. Logo em seguida foi promovido a tenente-coronel.
Em 21 de abril de 1821 foi nomeado para governar a capitania de Santa Catarina, assumindo o governo em 20 de julho de 1821, permanecendo no cargo até 22 de maio de 1822, sendo o último governador colonial de Santa Catarina.
Em 19 de março de 1831 foi dispensado do cargo. Passou a residir no Rio Grande do Sul em outubro de 1833. Lá chegando, fundou uma filial da Sociedade Militar, um clube com simpatia pelo Império, e até mesmo suspeito de simpatizar com a restauração de D. Pedro I. A criação da Sociedade acirrou os ânimos locais, já em via de estourar na Revolução Farroupilha, os estancieiros rio-grandenses não a viram com bons olhos, pedindo que o governo provincial a colocasse na ilegalidade.
Retornou a corte em 15 de janeiro de 1839, voltando à província em outubro do mesmo ano. Foi nomeado comandante em chefe do exército em operações no Rio Grande do Sul em 24 de março de 1841, dois dias depois é promovido a marechal. Tinha a seu comando somente 5 000 homens, número que achava insuficiente para combater os republicanos na Revolução Farroupilha, necessitando pelo menos 12 000 homens para formar três colunas. Neste período ocorreram poucas vitórias, normalmente comandadas por Chico Pedro. Nunca foi à campanha, sendo finalmente demitido em maio de 1842, tendo então se retirado para a corte.
Em 1844 foi nomeado presidente da província do Piauí, permanecendo no cargo de 9 de setembro de 1844 a 20 de junho de 1845.

## Títulos e Honras
Agraciado barão em 18 de outubro de 1825 e conde em 12 de outubro de 1828. No mesmo ano foi nomeado governador das armas da corte e do Rio de Janeiro, cargo que exerceu até 4 de dezembro de 1829, quando foi empossado Ministro da Guerra.
Naturalizado brasileiro após a independência, foi promovido a coronel. Recebeu o título de Conde de Rio Pardo, foi ministro da Guerra de 1829 a 1831. Grande dignitário da Imperial Ordem da Rosa, comendador da Ordem de Cristo e da Ordem de São Bento de Avis.